# Pierre Ruffin
Pour les articles homonymes, voir Ruffin et Rufin.
Pierre Jean Ruffin (né le 17 août 1742 à Salonique, aujourd'hui Thessalonique, Grèce et mort le 19 janvier 1824 à Constantinople, aujourd'hui Istanbul, Turquie) est un diplomate français de la fin du XVIIIe et du début du XIXe siècle.

## Biographie
Né en 1742 à Salonique d'un père drogman au Consulat de France, Pierre Ruffin est envoyé à Paris où il suit des études de langues au collège Louis-le-Grand.
Il est nommé consul de France en Crimée et à Constantinople et interprète des langues orientales au ministère des Affaires étrangères.
À 32 ans, il revient en France où il séjourne pendant une vingtaine d'années et repart en 1795 à Constantinople comme secrétaire-interprète de l'ambassade.
À la suite du débarquement des troupes françaises en Égypte, il est fait prisonnier par Selim III avec Jean-Daniel Kieffer et l'ensemble de la légation française à Yedi Kule, au château des Sept Tours de Constantinople de 1798 à 1801[réf. nécessaire].
Bien qu'il n'aie rien publié, Pierre Ruffin était considéré par ses pairs comme un érudit orientaliste comme le prouve les échanges épistolaires avec son compatriote Sylvestre de Sacy, orientaliste distingué.

## Distinctions
- Officier de la Légion d'honneur (décret du 30 juin 1811)